# Breutelia campbelliana
Breutelia campbelliana är en bladmossart som beskrevs av William Walter Watts och Whitelegge 1906. Breutelia campbelliana ingår i släktet gullhårsmossor, och familjen Bartramiaceae. Inga underarter finns listade i Catalogue of Life.